# Matteuccijeva medalja
Matteuccijeva medalja je talijanska nagrada za fiziku, nazvana po fizičaru Carlu Matteucciju. Svrha joj je nagrađivanje fizičara za njihove temeljne doprinose fizici.
Nagrađeni fizičari
- 1868. Hermann Helmholtz
- 1875. Henri Victor Regnault
- 1876. William Thomson, 1st Baron Kelvin
- 1877. Gustav Kirchhoff
- 1878. Gustav Wiedemann
- 1879. Wilhelm Eduard Weber
- 1880. Antonio Pacinotti
- 1881. Emilio Villari
- 1882. Augusto Righi
- 1887. Thomas Edison
- 1888. Heinrich Rudolph Hertz
- 1894. John Strutt, 3rd Baron Rayleigh
- 1895. Henry Augustus Rowland
- 1896. Wilhelm Conrad Röntgen i Philipp Lenard
- 1901. Guglielmo Marconi
- 1903. Albert Abraham Michelson
- 1904. Marie Curie i Pierre Curie
- 1905. Henri Poincaré
- 1906. James Dewar
- 1907. William Ramsay
- 1908. Antonio Garbasso
- 1909. Orso Mario Corbino
- 1910. Heike Kamerlingh Onnes
- 1911. Jean Perrin
- 1912. Pieter Zeeman
- 1913. Ernest Rutherford
- 1914. Max von Laue
- 1915. Johannes Stark
- 1915. William Henry Bragg and William Lawrence Bragg
- 1917. Antonino Lo Surdo
- 1918. Robert W. Wood
- 1919. Henry Moseley
- 1921. Albert Einstein
- 1923. Niels Bohr
- 1924. Arnold Sommerfeld
- 1925. Robert Andrews Millikan
- 1926. Enrico Fermi
- 1927. Erwin Schrödinger
- 1928. Venkata Raman Chandrasekhara
- 1929. Werner Heisenberg
- 1930. Arthur Compton
- 1931. Franco Rasetti
- 1932. Frédéric Joliot i Irène Joliot-Curie
- 1956. Wolfgang Pauli
- 1975. Bruno Touschek
- 1978. Abdus Salam
- 1979. Luciano Maiani
- 1980. Giancarlo Wick
- 1982. Rudolf Peierls
- 1985. Hendrik Casimir
- 1987. Pierre-Gilles De Gennes
- 1988. Lev B. Okun
- 1989. Freeman Dyson
- 1990. Jack Steinberger
- 1991. Bruno Rossi
- 1992. Anatole Abragam
- 1993. John Archibald Wheeler
- 1994. Claude Cohen-Tannoudji
- 1995. Tsung Dao Lee
- 1996. Wolfgang K.H. Panofsky
- 1998. Oreste Piccioni
- 2001. Theodor W. Hänsch
- 2002. Nicola Cabibbo
- 2003. Manuel Cardona
- 2004. David Ruelle
- 2005. John Iliopoulos
- 2006. Giorgio Bellettini

## Vanjske poveznice
- (engl.) Matteucci Medal  Arhivirana inačica izvorne stranice od 7. ožujka 2016. (Wayback Machine) – Accademia Nazionale delle Scienze